# Armada de Etiopía
La Armada de Etiopía es la rama naval de las Fuerzas Armadas de Etiopía fundadas en 1955. Fue separada del Estado en 1996 después de la independencia de Eritrea en 1991 que dejó a Etiopía sin salida al mar.
En 2019, La armada de Etiopía fue reincorporada, siendo establecida su base militar en Bahir Dar.

## Historia

### Fundación de la Armada Imperial Etíope
Etiopía adquirió una línea de costa y puertos en el Mar Rojo en 1950, cuando las Naciones Unidas decidieron federar a Eritrea con Etiopía. En 1955, la Armada Imperial de Etiopía fue fundada, con su base principal —la Base Naval Haile Selassie I— en Massawa. A principios de los años 1960, los talleres y otras instalaciones estaban en construcción en Massawa para darle capacidades completas de base naval.

### Organización
En 1958, la armada se convirtió en un servicio totalmente independiente, organizada como una de las tres fuerzas armadas etíopes —junto con el Ejército de Etiopía y la Fuerza Aérea de Etiopía— bajo el mando del Jefe de Estado Mayor de las Fuerzas Armadas Imperiales. El subcomandante de la armada tenía su cuartel general naval en Adís Abeba. La marina fue concebida y construida como una marina costera para patrullar la costa del Mar Rojo.

### Entrenamiento y educación
El personal de la Armada Imperial de Etiopía estaba entre los mejores entrenados del mundo. Incluso antes de que Etiopía tomara el control de Eritrea, la Marina Real británica había destinado personal a sus bases etíopes en Eritrea para proporcionarles una formación naval. Una escuela naval, donde los oficiales navales de Etiopía llevó a cabo un programa de 52 meses de estudio, fue fundada en Asmara en 1956; cada clase admitía un promedio de 30 a 40 estudiantes en tamaño, y se graduaban con una comisión naval y una licenciatura en el grado de ciencias. En 1957, también fue establecida una Escuela Naval de Suboficiales en Massawa. A finales de los años 1950 o principios de los años 1960, se estableció en Massawa una Escuela de Buceos/Saltos para el entrenamiento de una unidad especial de comandos y un Establecimiento para Entrenamiento de Marineros para el entrenamiento naval de hombres enrolados. En Asab, Asmara y Massawa se establecieron centros para proporcionar enrolados con formación en especialidades técnicas.
El Emperador Haile Selassie I nombró a oficiales de la Armada Real de Noruega para ayudar en la organización de la nueva marina de Etiopía, y supervisar gran parte del entrenamiento. Los oficiales retirados de la Marina Real británica también sirvieron como entrenadores y asesores durante el reinado de Haile Selassie I. Algunos oficiales de la Armada Imperial Etíope recibieron educación naval en la Academia Naval Italiana de Livorno, Italia, mientras que otros asistieron a la Academia Naval de los Estados Unidos en Annapolis, Maryland.

### Fuerzas

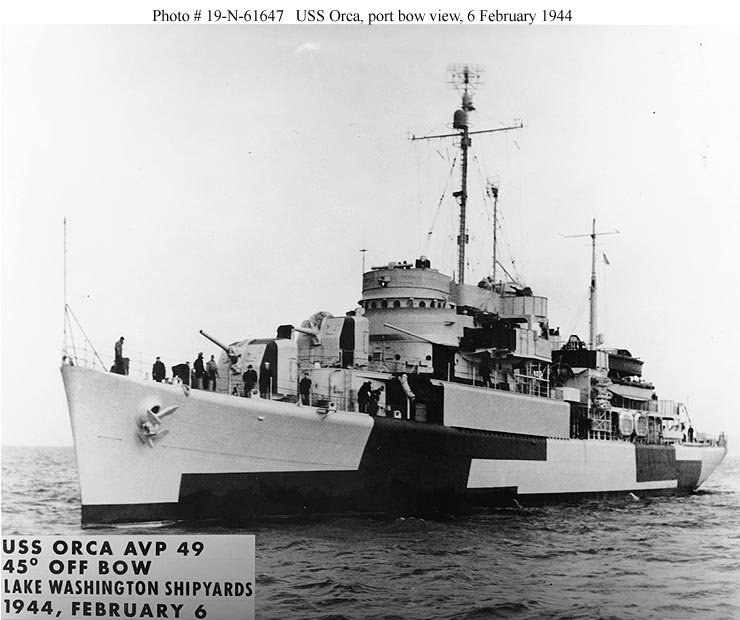
Portahidroaviones USS Orca (AVP-49) de la Armada de los Estados Unidos de Houghton, Washington, el 6 de febrero de 1944. Sirvió en la Marina de Guerra Etíope como buque escuela Ethiopia desde 1962 hasta 1993 y era su buque más grande.

#### Personal
En su apogeo, la Armada Imperial de Etiopía contaba con una fuerza de 3500 efectivos. Todos los enrolados sirvieron siete años de enrolamiento como voluntarios.

#### Buques
La marina operaba una mezcla de patrulleros y torpederos transferidos de la Armada de los Estados Unidos y armadas de países europeos.
El primer buque de la Armada Imperial de Etiopía, llamado Zerai Deres, fue un antiguo cazasubmarinos «U.S. Navy PC-1604-class», ex «USS PC-1616», transferido a Etiopía el 2 de enero de 1957 a través de un esquema de préstamo con Italia y trasladado a Italia el 3 de mayo de 1959.
En 1962 Estados Unidos transfirió el antiguo portahidroaviones USS Orca (AVP-49) a Etiopía; renombrado Ethiopia (A-01) y puesto en servicio como buque escuela, fue el buque más grande de la Armada de Etiopía a lo largo de sus 31 años de servicio.

#### Aviación naval
La Armada Imperial de Etiopía estableció una pequeña fuerza de aviación naval de seis helicópteros Bell UH-1 Iroquois, que operaban desde la estación aérea naval de Asmara.

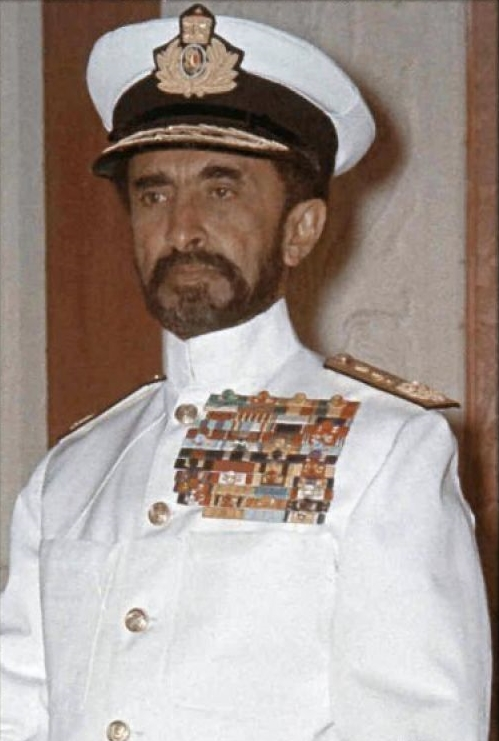
Haile Selassie I con el uniforme de la Armada Imperial Etíope.

### Bases
La Armada Imperial de Etiopía estableció cuatro bases: Massawa fue el sitio de la sede naval y se alistaron las instalaciones de entrenamiento; la estación aérea naval y la academia naval estaban en Asmara; Asab era el sitio de una estación naval, de instalaciones alistadas del entrenamiento, y de un muelle de la reparación; y había una estación naval y una estación de las comunicaciones en las Islas Dahlak en el Mar Rojo cerca de Massawa.

### La Armada Etíope en la era comunista

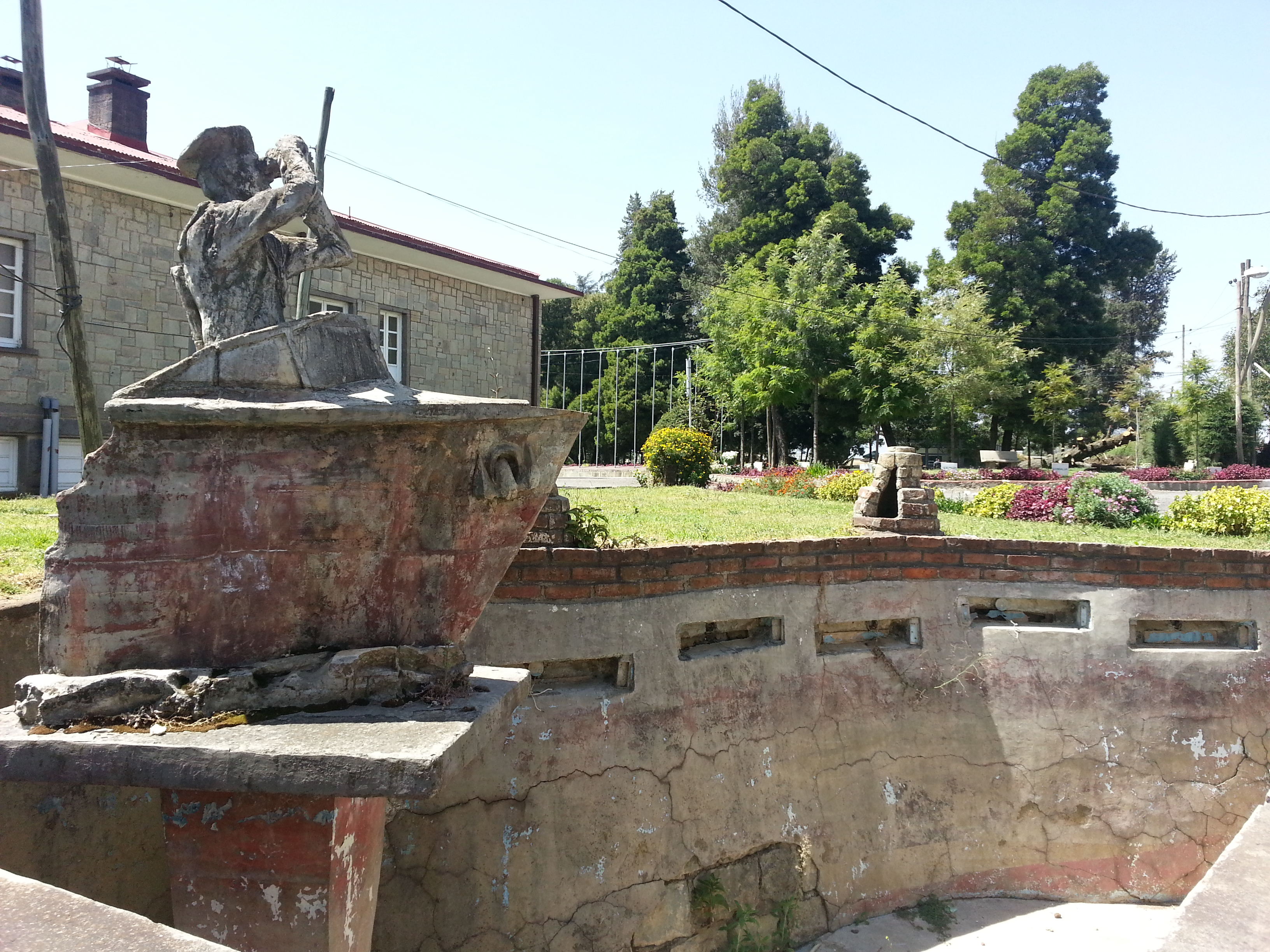
Monumento en la antigua sede de la Armada de Etiopía (foto del 2012).

Haile Selassie I fue depuesto en 1974 y durante los gobiernos comunistas del Consejo Administrativo Militar Provisional o Derg desde 1974 hasta 1977 y de Mengistu Haile Mariam que siguió desde 1977 hasta 1991, la Aramada Etíope —ya no “Imperial”— fue reorientada hacia la Unión Soviética. Los oficiales siguieron entrenándose en Etiopía, pero algunos oficiales navales continuaron sus estudios en la academia naval soviética en Leningrado y en Bakú. Después de que la Unión Soviética fuera expulsada de Somalia por apoyar a Etiopía contra Somalia en la guerra de Ogaden en 1978, estableció bases navales en Asab y en las Islas Dahlak y comnezó a estacionar aviones de la Aviación Naval Soviética en el Aeropuerto Internacional de Asmara; además, el personal naval soviético tomó puestos como instructores en la academia naval etíope. Los enrolados continuaron entrenando en Massawa y sirvieron a un alistamiento de siete años.
La vuelta a la Unión Soviética significó que la marina se convertiría en gran parte en una fuerza soviética equipada. Aunque el Ethiopia continuó en su papel de buque escuela y permaneció como el buque naval más grande de Etiopía, Estados Unidos cesó sus ventas de armas a Etiopía en 1977, buques patrulleros y barcos lanzamisiles soviéticos construidos empezaron a reemplazar a otros buques. En 1991, la Armada de Etiopía tenía dos fragatas, ocho misiles, seis torpederos, seis patrulleros, dos embarcaciones anfibias y dos embarcaciones de apoyo y entrenamiento, la mayoría de origen soviético.
Después de que el Derg tomara el poder, los seis helicópteros UH-1 de la marina de guerra fueron transferidos a la Fuerza Aérea de Etiopía. En algún momento, la Marina posterior a la Imperial adquirió dos helicópteros Mil Mi-8 (designación OTAN: “Hip”) o Mil Mi-14 (designación OTAN: “Haze”). También operó una brigada de defensa costera equipada con dos camiones montados P-15 Termit (designación USDOD: “SSC-3”) (designación OTAN: “Styx”) de defensa costera antimisiles de crucero.

### Operaciones
La oposición de Eritrea a la inclusión de Eritrea en Etiopía estalló en una rebelión a gran escala después de que el Derg asumiera el poder en 1974, lo que dejó a la Armada de Etiopía en la difícil posición de tener todas sus bases en territorio rebelde y en primera línea de la guerra de la Independencia de Eritrea. En abril de 1977, la armada perdió la patrulla P-11, con informes que culparon la pérdida tanto por una tormenta como por un ataque del Frente para la Liberación del Pueblo Eritreo (EPLF). Si estaba perdida por la acción de EPLF, la P-11 era solamente el único barco de la marina etíope perdido en combate.
La Armada de Etiopía no contribuyó en nada en la victoria de Etiopía sobre Somalia en la guerra de Ogaden de 1978, y Mengistu comenzó a desviar cada vez más los recursos de la marian etíope al Ejército de Etiopía y a la Fuerza Aérea de Etiopía. Como resultado, la Armada de Etiopía comenzó a disminuir aún más en sus capacidades.
La Armada Etíope perdió tanto su puerto principal como su conexión a la carretera con el interior de Etiopía cuando el EPLF capturó Massawa en marzo de 1990, obligando a la sede de la armada a trasladarse hacia Adís Abeba. La rebelión de Eritrea se extendió a las Islas Dahlak, donde el EPLF dañó la fragata F-1616 de clase Petya II,  que no pudo ser reparada. Los éxitos del EPLF dejaron a las bases de la Armada etíope cada vez más aisladas a medida que 1990 avanzaba. En la primavera de 1991, los buques de la marina habían comenzado a utilizar puertos en Yibuti, Arabia Saudita y Yemen debido al peligro de regresar a sus bases de origen. A fines de mayo de 1991, el EPLF capturó Asmara y rodeó Asab, donde el fuego de sus fuerzas terrestres hundió siete buques de la Armada Etíope en el puerto. El 25 de mayo de 1991, los catorce buques de la Armada de Etiopía capaces de lanzarse al mar huyeron de Asab, diez de ellos pasando al Yemen y los otros a Arabia Saudita, dejando atrás siete barcos y una variedad de pequeñas embarcaciones. Asab cayó al EPLF poco después.

### El fin de la Armada Etíope

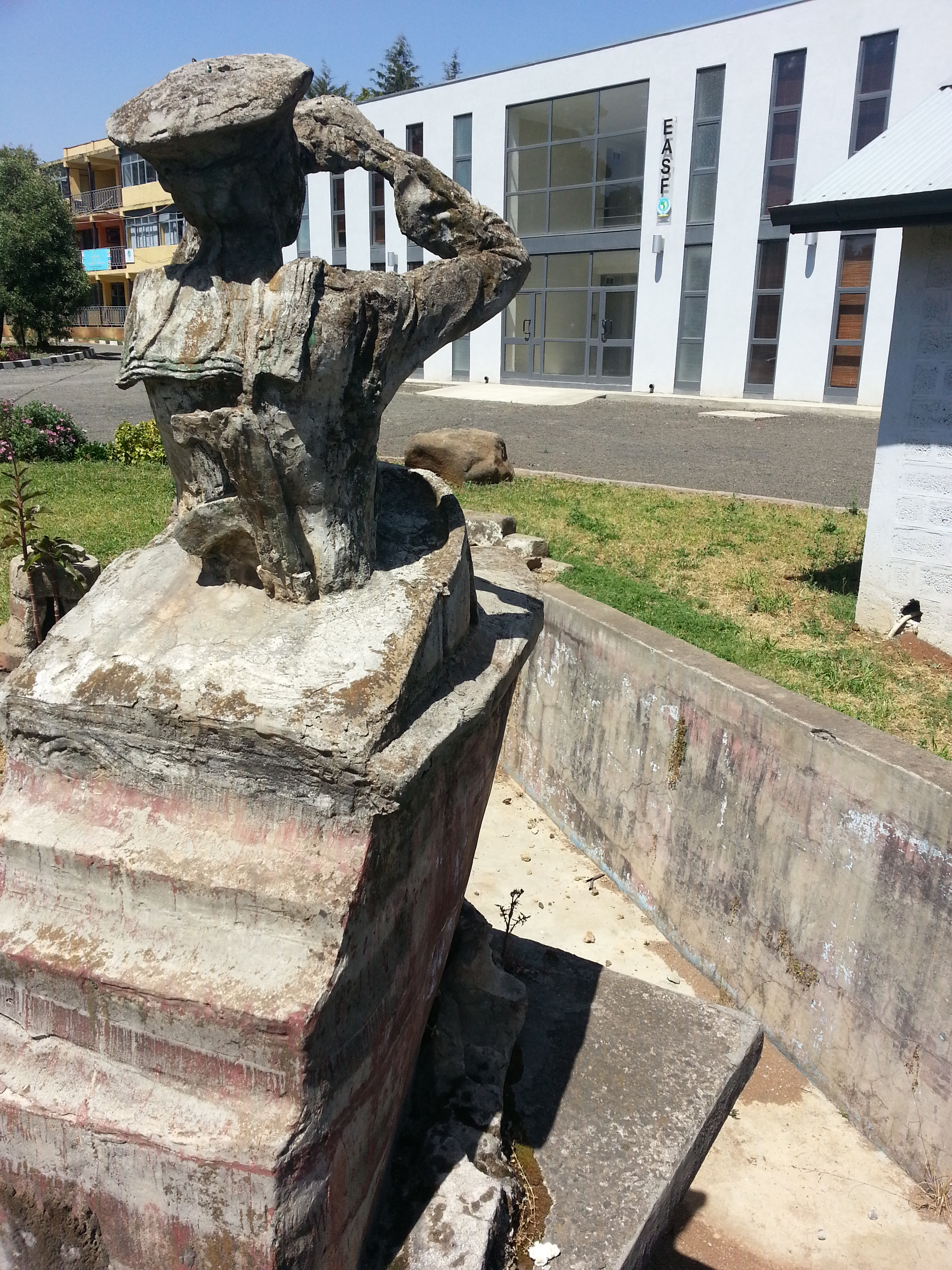
Monumento en ruinas y fuente en los terrenos de la antigua sede de la Armada Etíope, en Guele, Adís Abeba, Etiopía. Las instalaciones ahora sirven como la sede de la Fuerza de Reserva de África Oriental (EASF), la contribución de África Oriental a la Fuerza de Reserva Africana. El monumento se enfrenta ahora a un bloque de vivienda utilizado por el personal y los estudiantes que asisten a la EASF.

La Guerra civil etíope y la guerra de la Independencia de Eritrea ambas terminaron en 1991 poco después de la caída de Asab, y Eritrea se hizo independiente, dejando a Etiopía sin salida al mar. La marina de guerra etíope permanecía en existencia, dejada en la curiosa e inusual posición de no tener puertos de origen. No obstante, dirigida por su sede en Adís Abeba, siguió patrullando ocasionalmente en el Mar Rojo desde puertos de Yemen. En 1993, Yemen finalmente expulsó a los buques etíopes; para entonces algunos se habían deteriorado demasiado para estar en condiciones de navegar, y los etíopes los dejaron atrás en Yemen. El Ethiopia se había convertido en un barco viejo después de llegar a Yemen en 1991 y fue vendido como chatarra en 1993, otros buques etíopes fueron desechados o desbaratados.
Los buques que pudieron entrar en marcha en Yemen en 1993 fueron trasladados a Yibuti. Durante un tiempo se pensó que la Armada de Etiopía podría sobrevivir, con sede en Asab en Eritrea o en Yibuti, y Etiopía incluso pidió que Eritrea le alquilara el espacio de muelle en Asab desde el cual operar la armada etíope sobreviviente. Eritrea rechazó la solicitud. También se hicieron propuestas para que Eritrea y Etiopía dividieran los buques, con buques tripulados por ambos países operando desde los puertos de Eritrea como una especie de sucesor de la Armada de Etiopía, pero Eritrea pronto expresó su deseo de organizar una Armada Eritrea totalmente separada.
En 1996, Yibuti se había cansado de tener una marina extranjera en sus puertos. La Armada de Etiopía se había quedado atrás pagando las cuotas portuarias y bajo este pretexto Yibuti se apoderó de todos los buques restantes el 16 de septiembre de 1996 y los puso a subasta para pagar las cuotas atrasadas. Eritrea expresó su interés en dieciséis de ellos, pero finalmente se limitó a comprar sólo cuatro de ellos —un barco lanzamisiles clase Osa y tres barcos patrulleros rápidos y constructores— para evitar agravar una crisis internacional con Yemen. El resto de las naves fueron desechadas.
Más tarde, en 1996, la sede de la Armada de Etiopía en Adís Abeba se disolvió, y la Armada de Etiopía dejó de existir. Su único remanente es el patrullero GB-21; se trasladó al interior del Lago Tana y triupulado por el personal del Ejército de Etiopía, que sobrevivió a partir desde el 2009 como la única embarcación militar de Etiopía.

### Restauración de la Armada
En junio de 2018, el primer ministro etíope Abiy Ahmed Ali, pidió la reconstitución definitiva de la Armada etíope como parte de un programa más amplio de reformas del sector de seguridad nacional y afirmó que hacía falta aumentar la capacidad de la fuerza naval etíope. En marzo de 2019, Abiy Ahmed firmó acuerdos de defensa con Emmanuel Macron, el Presidente de Francia, incluido el apoyo para establecer un componente naval. En 2019, La Armada de Etiopía fue reincorporada, siendo establecida su base militar en Bahir Dar, una ciudad situada en la orilla sur del Lago Tana, la fuente del Nilo Azul. La Armada etíope tiene su base en Yibuti y su sede está en Bahir Dar, Etiopía. Su comandante en jefe es el contralmirante Kindu Gezu.